# Nepiodes multicarinata
Nepiodes multicarinata là một loài bọ cánh cứng trong họ Cerambycidae.